# Annezay
Annezay település Franciaországban, Charente-Maritime megyében. Lakosainak száma 163 fő (2022. január 1.). Annezay Genouillé, Puyrolland, Saint-Crépin, Saint-Loup, Tonnay-Boutonne és La Devise községekkel határos.

## Népesség
A település népességének változása:
| Lakosok száma | 214  | 178  | 149  | 163  | 173  | 173  | 162  | 155  | 155  | 163  |
|               | 1968 | 1982 | 1990 | 2006 | 2013 | 2015 | 2017 | 2019 | 2020 | 2022 |